# Parco nazionale di Endau-Rompin

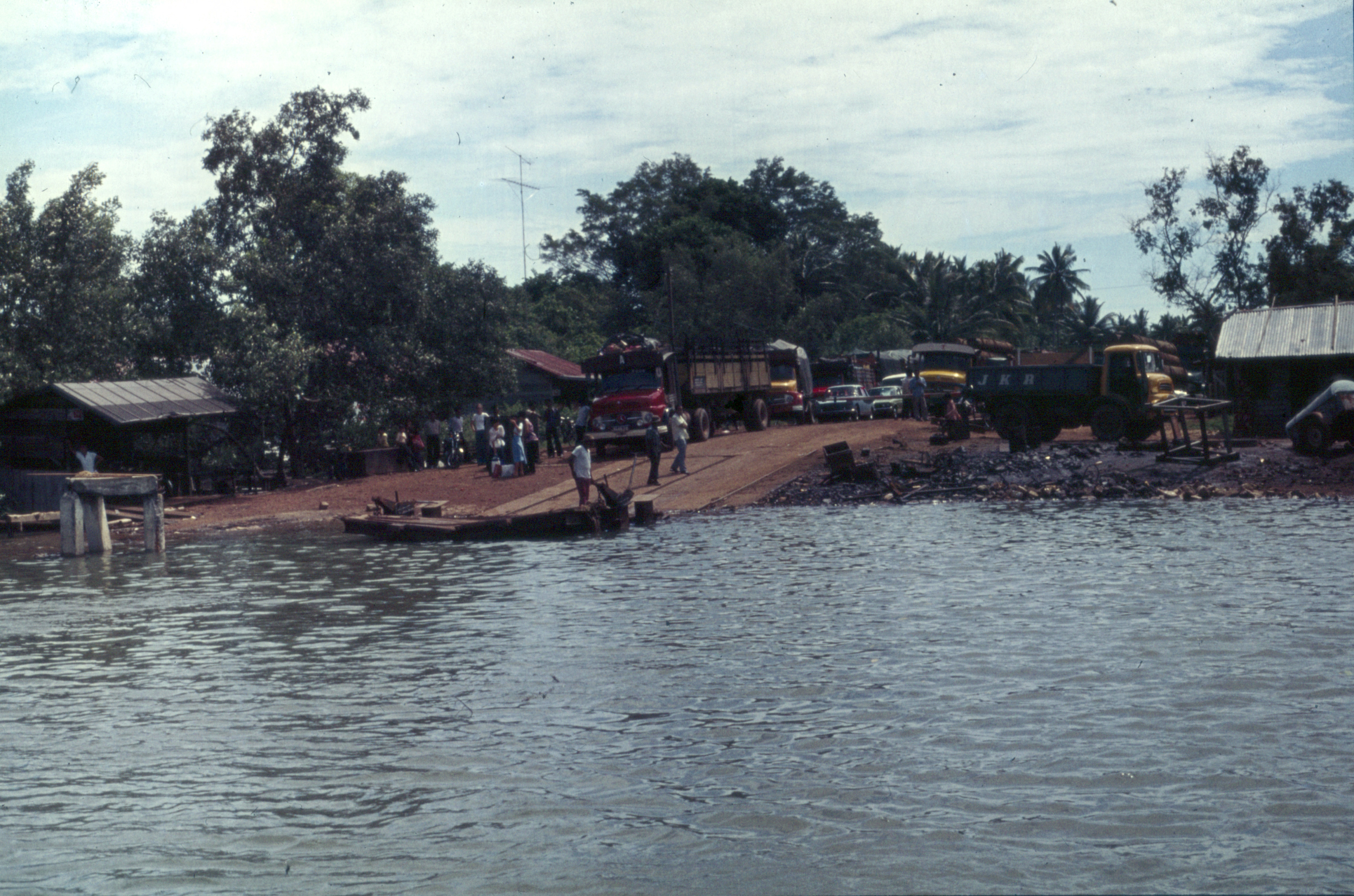
Fiume Endau che attraversa il parco.

Il Parco nazionale di Endau-Rompin (nome derivato dai fiumi Endau e Rompin) è un parco nazionale situato nella parte sud-orientale della Malaysia peninsulare. Assieme al Taman Negara e al Royal Belum State Park forma una delle foreste pluviali più antiche al mondo. È famoso per le sue cascate e per le tribù degli Orang Asli.

## Fauna
Il parco è noto per ospitare il rinoceronte di Sumatra, altri animali che vivano all'interno del parco sono il gibbone dalle mani bianche, la tigre malese, l'elefante asiatico, il cinghiale, il tapiro, il loris lento, il cervo, il macaco dalla coda lunga ed il leopardo. Di uccelli ci sono solo 2 specie nel parco ovvero i buceri e il martin pescatore. Visto che la maggior parte degli animali sa evitare i visitatori è più comune avvistare ragni, serpenti e insetti.

## Accessi
Non si può accedere al parco con normali veicoli, il che lo rende un'attrazione popolare fra i cercatori di avventura. Per accedere al parco è richiesto un permesso speciale denominato RM10 che può essere rilasciato solo dalla Johor National Park Corporation.

## Punti di interesse
All'interno del parco ci sono molte attrazioni, le più celebri sono:
- Sentieri nella Giungla.
- Numerose cascate[3], laghi e crociere fluviali.

## Attività
- Una visita al villaggio di Orang Asli (la tribù Jakun)
- Rafting in gommone.
- Safari notturno.

## Strutture ricettive
Si può soggiornarne all'interno di uno dei due chalet (RM100/RM150) oppure nella sede centrale.